# Горений Врх-при-Добрничу
Горений Врх-при-Добрничу (словен. Gorenji Vrh pri Dobrniču) — поселення в общині Требнє, регіон Південно-Східна Словенія, Словенія.